# Crown Sydney
Crown Sydney (también conocido como One Barangaroo, y coloquialmente por los habitantes de Sídney como Packer's Pecker) es un rascacielos en Barangaroo, Nueva Gales del Sur, Australia. Desarrollado por Crown Resorts, comprende principalmente un hotel, apartamentos residenciales y un casino. Fue diseñado por Wilkinson Eyre Architects, de pie a una altura de  271,3 metros con 75 pisos, lo que lo convierte en el edificio más alto de Sídney y el cuarto edificio más alto de Australia. La construcción comenzó en octubre de 2016, y su coronación ocurrió en marzo de 2020. Crown Sydney se completó en diciembre de 2020.

## Propuesta y controversias
Los conceptos iniciales para un desarrollo hotelero en Barangaroo como parte de su programa de remodelación urbana circularon por primera vez en 2010. Estos conceptos se centraron principalmente en una torre de hotel de 213 metros de altura construida sobre un muelle que se extendía 150 metros hacia el puerto. Tras la reacción del público, la altura de la torre se redujo a 159 metros y la longitud del muelle se redujo a 85 metros. Estas propuestas no lograron ganar terreno.
En febrero de 2012, el grupo de casinos de James Packer, Crown Resorts, presentó una propuesta de más de mil millones de dólares australianos al primer ministro, Barry O'Farrell para construir un hotel, casino y complejo de entretenimiento en el sitio en un terreno que se reservó para un espacio abierto en Barangaroo Central, una desviación de los conceptos anteriores de construir una torre en un muelle extendido en el puerto. O'Farrell inicialmente dio la bienvenida a la propuesta, pero advirtió que necesitaría obtener la aprobación regulatoria antes de seguir adelante.
La propuesta generó críticas generalizadas del alcalde Clover Moore, Paul Keating y el ex arquitecto del gobierno, Chris Johnson. En octubre de 2012, el primer ministro O'Farrell anunció que el gabinete de Nueva Gales del Sur había revisado la propuesta y decidió que el gobierno entablaría negociaciones detalladas con Crown Resorts para el establecimiento de un casino y complejo hotelero en Barangaroo. Tony Harris, ex Auditor General de Nueva Gales del Sur, criticó el proceso de toma de decisiones y afirmó que el público podría perderse millones de dólares. Packer escribió una defensa de su propuesta para la prensa.
En julio de 2013, después de una recomendación de un comité directivo independiente, O'Farrell anunció que la propuesta de Crown se trasladaría a la Etapa 3 del proceso de propuestas no solicitadas, la etapa final donde las partes negociarán un contrato vinculante. El gobierno recibió una tarifa inicial de $100 millones por la licencia, a pesar de que se le ofrecieron $250 millones con acuerdos fiscales alternativos que el asesor económico del comité directivo, Deloitte, calculó que era una oferta superior. La intención de Crown era atraer a los grandes apostadores chinos a su casino de Sídney, aprovechando sus intereses en sus casinos de Macao y aprovechando un nuevo proceso de visado simplificado introducido por el gobierno australiano para los ciudadanos chinos que desean apostar en los casinos australianos.
En noviembre de 2013, se anunció que Crown Sydney había recibido la aprobación para la licencia de casino y el lugar en Barangaroo. En noviembre de 2015, Packer expresó su frustración por el retraso del proyecto debido a las extenuantes leyes de planificación del gobierno. Después de esto, en marzo de 2016, el Gobierno del Estado recomendó una serie de propuestas para cambiar aspectos del edificio para que el proyecto recibiera la aprobación final. Esto incluyó la introducción de un nuevo hueco en el interior, así como un nuevo revestimiento en el lado sur del edificio. También se propuso una plataforma de observación en el piso 66 desde una altura de 250 metros sobre el suelo, así como un acceso público a los pisos superiores.
En junio de 2016, el casino recibió la aprobación final de la Comisión de Evaluación de Planificación con la condición de que el casino cumpliera con las necesidades propuestas por la comisión, incluidos los espacios públicos y el acceso adecuados. A pesar de esta aprobación, el Fondo Millers Point presentó una acción legal contra el proyecto a principios de agosto de 2016 desafiando la validez del casino y con el objetivo de detener la construcción del proyecto. Crown Resorts respondió, afirmando que "defenderían enérgicamente" sus acciones. La disputa se llevó a cabo en el Tribunal de Tierras y Medio Ambiente de Nueva Gales del Sur a finales de agosto, con una desestimación decisiva de las reclamaciones del Fondo Millers Point.
En noviembre de 2020, Crown Resorts fue investigado por Liquor & Gaming NSW después de que Crown Resorts admitiera el lavado de dinero en algunas de sus cuentas VIP en los lugares de Crown en otros estados. En consecuencia, Crown Sydney no pudo abrir la entidad de casino de la torre, aunque otras operaciones dentro de la torre no se vieron afectadas.

## Construcción
Lendlease fue contratado para la construcción principal de la estructura, mientras que Robert Bird Group supervisó la ingeniería estructural y LCI como jefe de servicio de MEP. Los trabajos iniciales del sitio comenzaron en octubre de 2016, comenzando con una excavación y descontaminación del sitio, principalmente de restos de asbesto; indicativo de la historia industrial del sitio. Las obras de excavación del sótano y los cimientos continuarían durante 2017. Entre febrero y marzo de 2018, las grúas torre se ensamblaron en el sitio, para comenzar los trabajos en el núcleo principal y las placas de piso, que verían que la estructura comenzaría a elevarse a lo largo de 2018. Se utilizó un método de construcción de arriba hacia abajo en el núcleo.

Para marzo de 2019, la estructura había alcanzado una altura de 120 metros. La estructura continuó elevándose a lo largo de 2019, alcanzando un "punto medio" en su construcción para mayo de 2019, al que seguiría de cerca la instalación de aproximadamente 7000 paneles de vidrio triangulares para la fachada del edificio. El núcleo principal de la estructura se completó en marzo de 2020, seguido de las placas de piso que se coronaron y alcanzaron la altura arquitectónica completa del edificio en mayo de 2020. El acondicionamiento de las partes internas del edificio y la fachada continuó durante 2020, antes de que se completara en diciembre de 2020. Crown Sydney se inauguró oficialmente al público el 28 de diciembre de 2020.

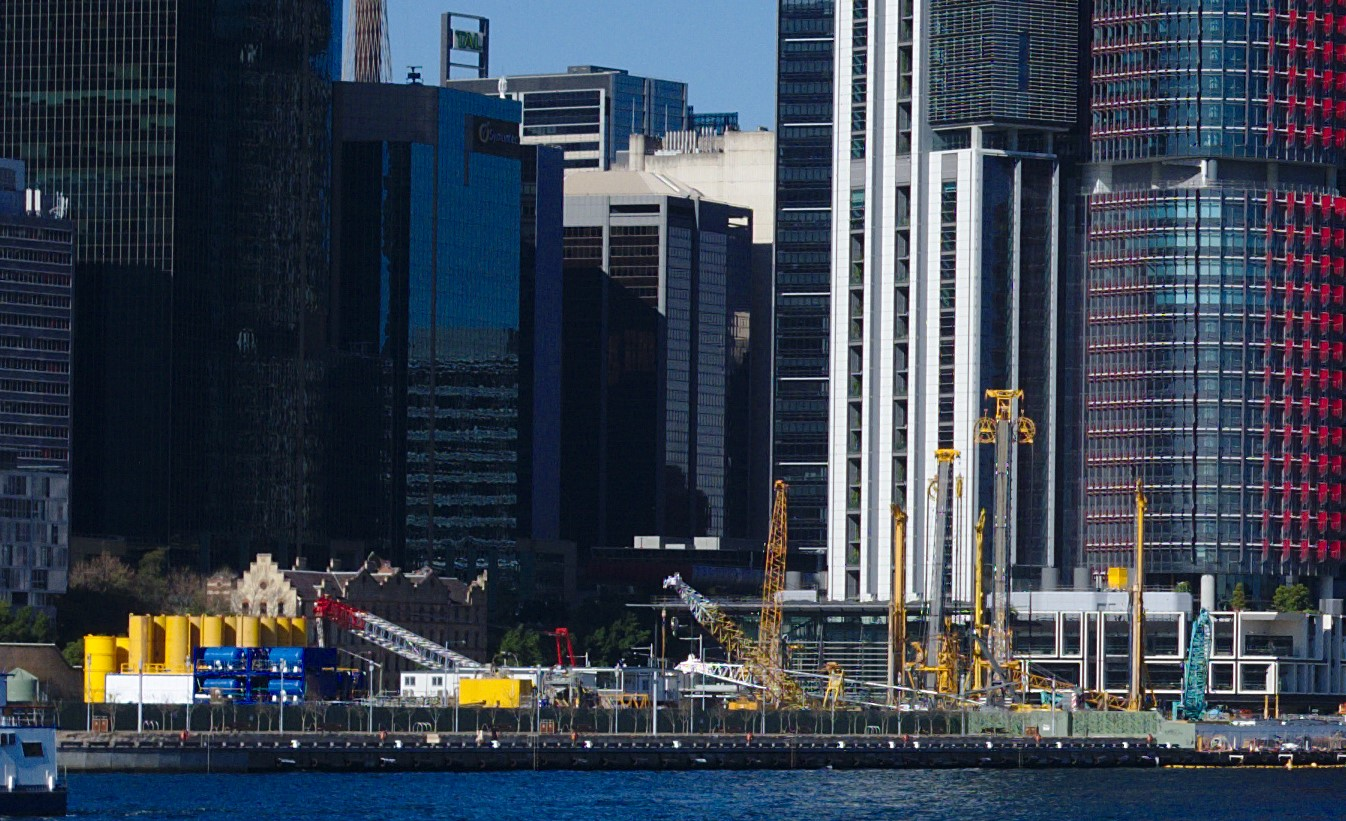
Julio de 2017
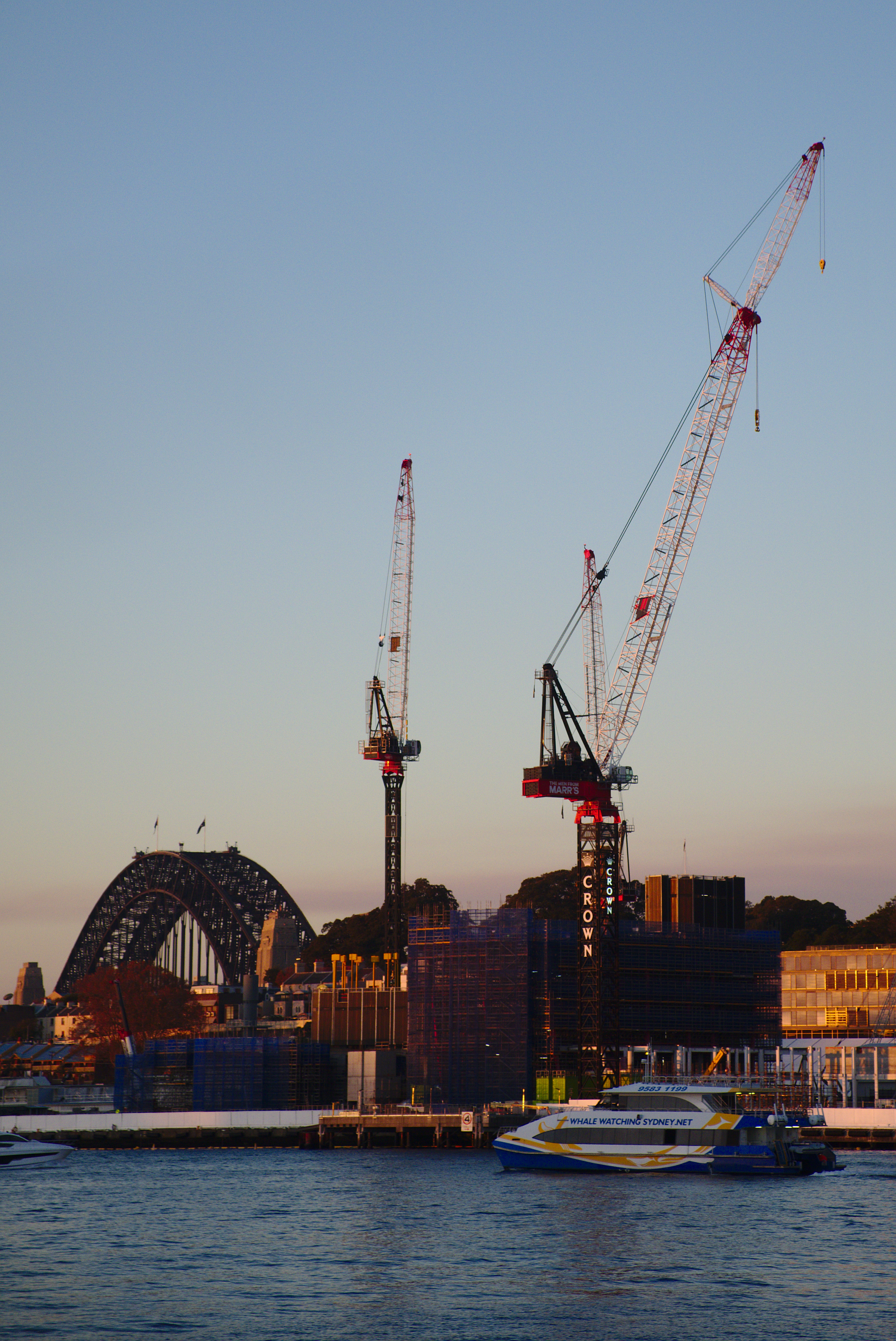
Mayo de 2018
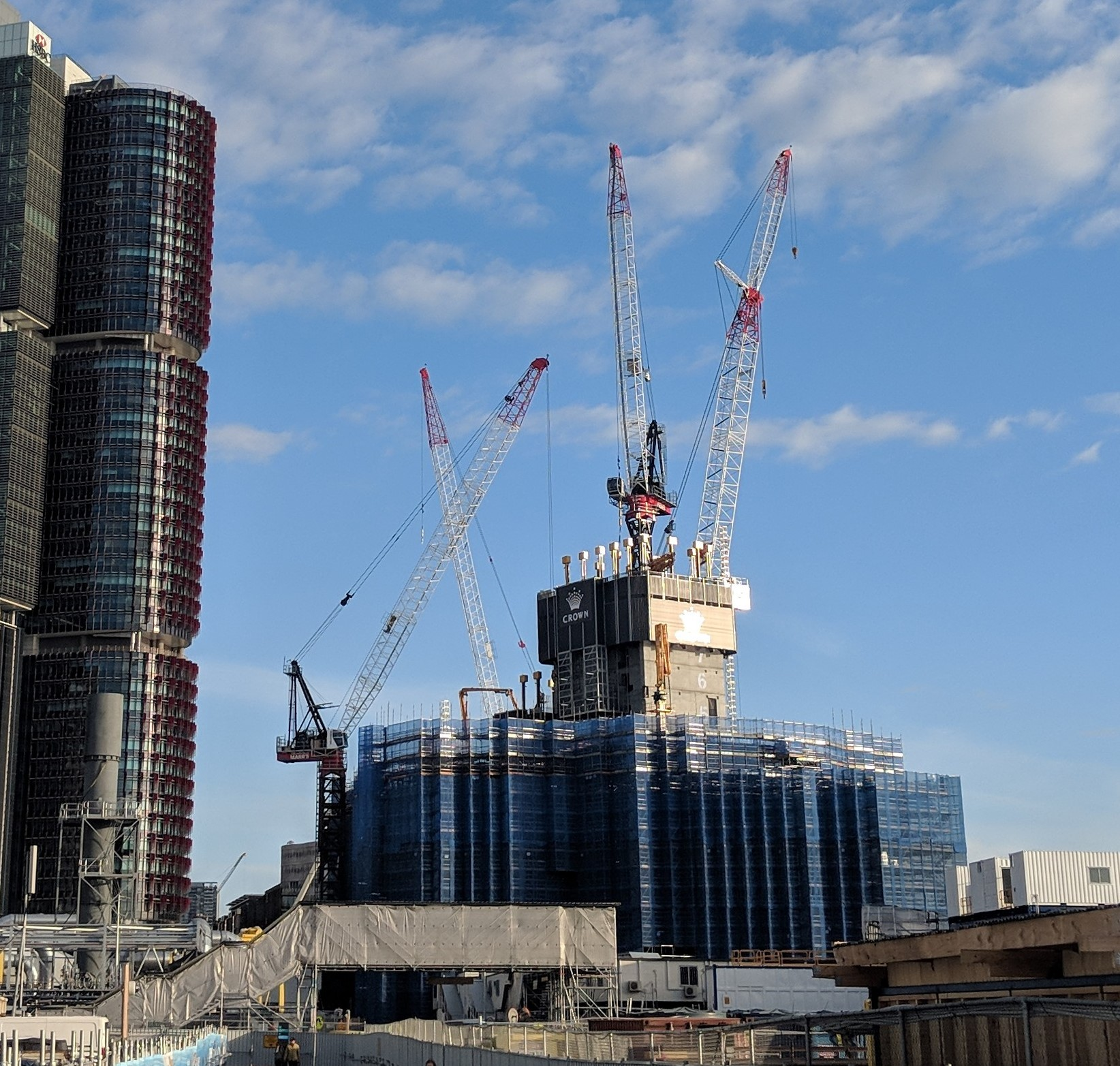
Agosto de 2018
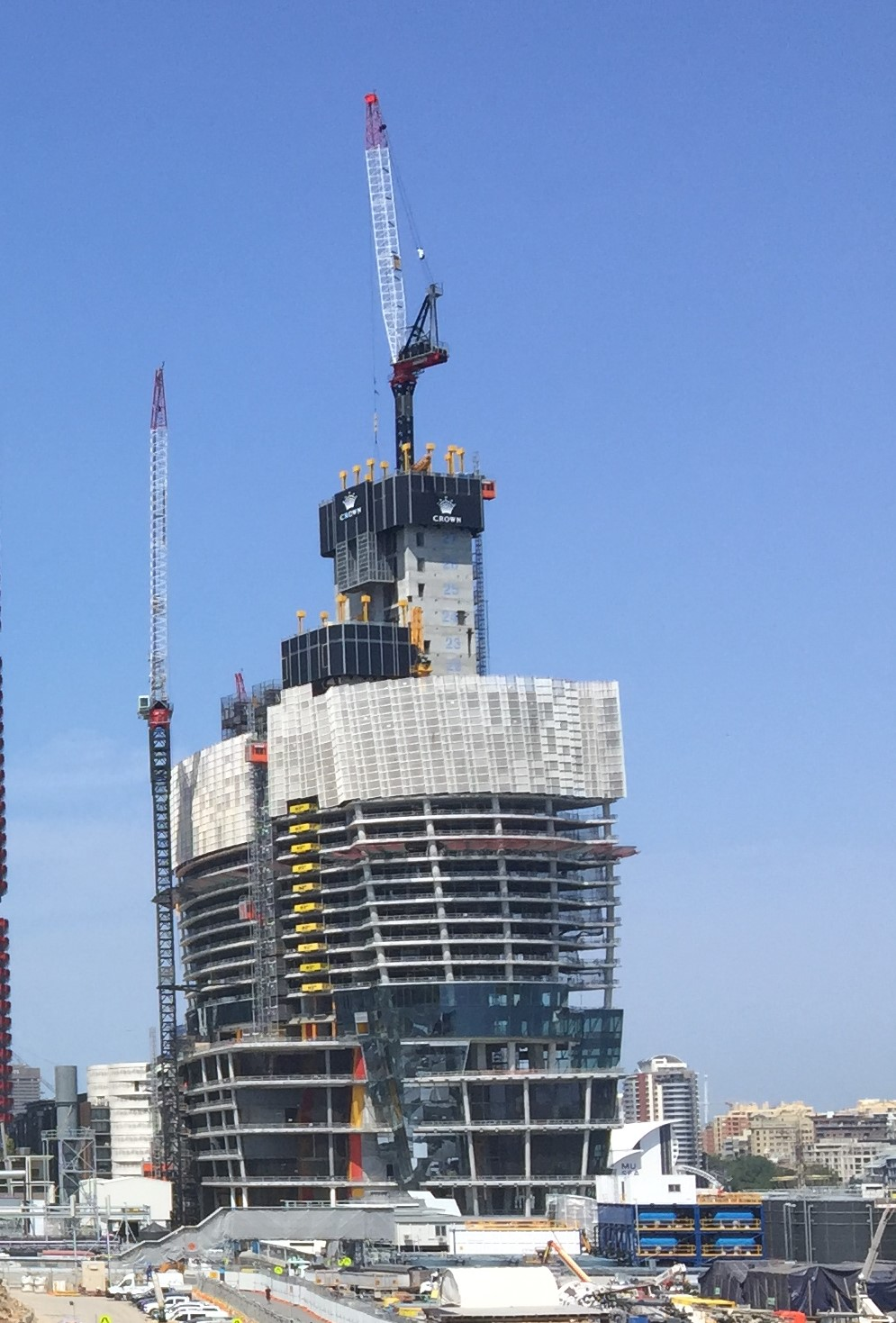
Marzo de 2019
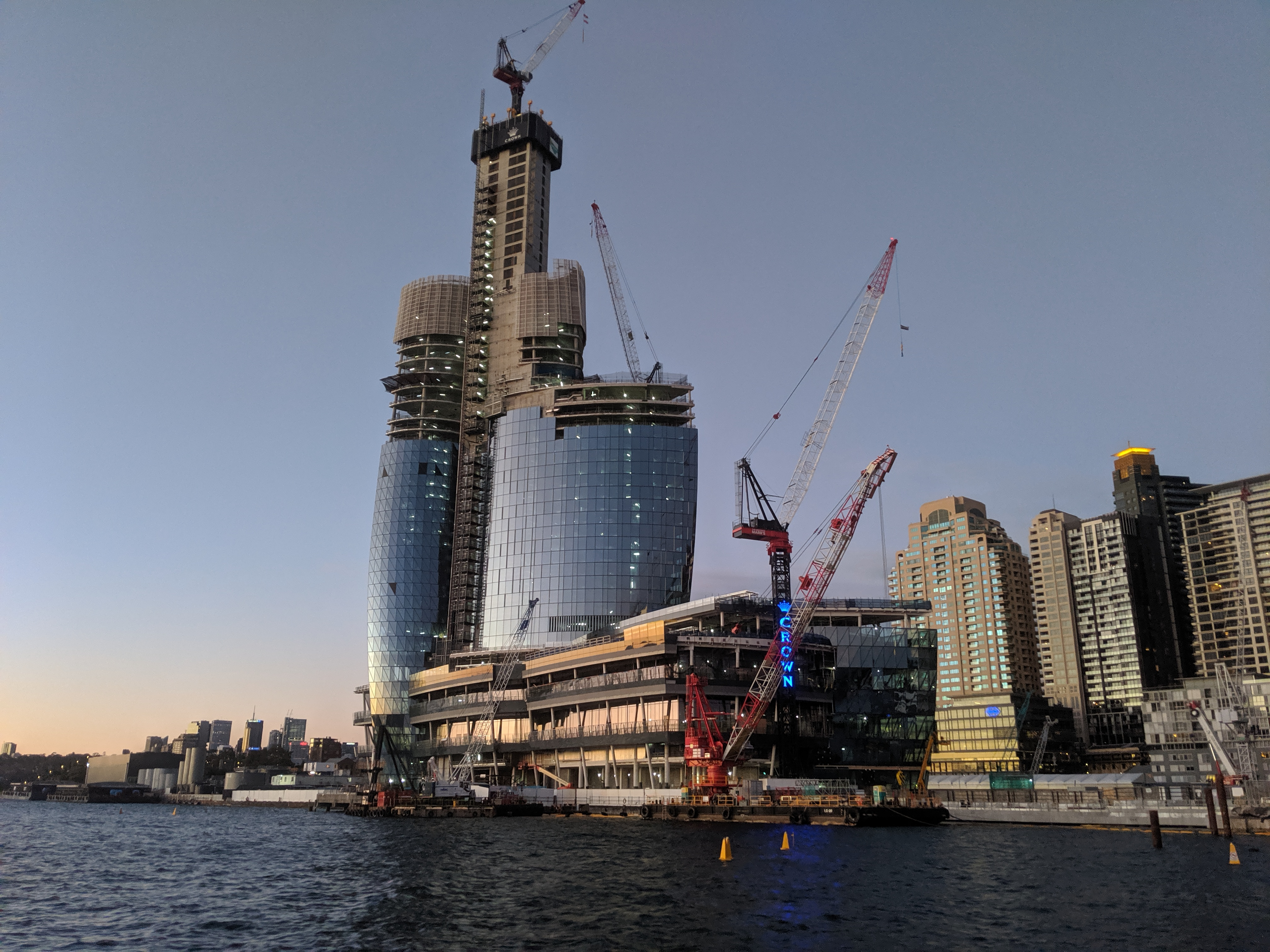
Julio de 2019
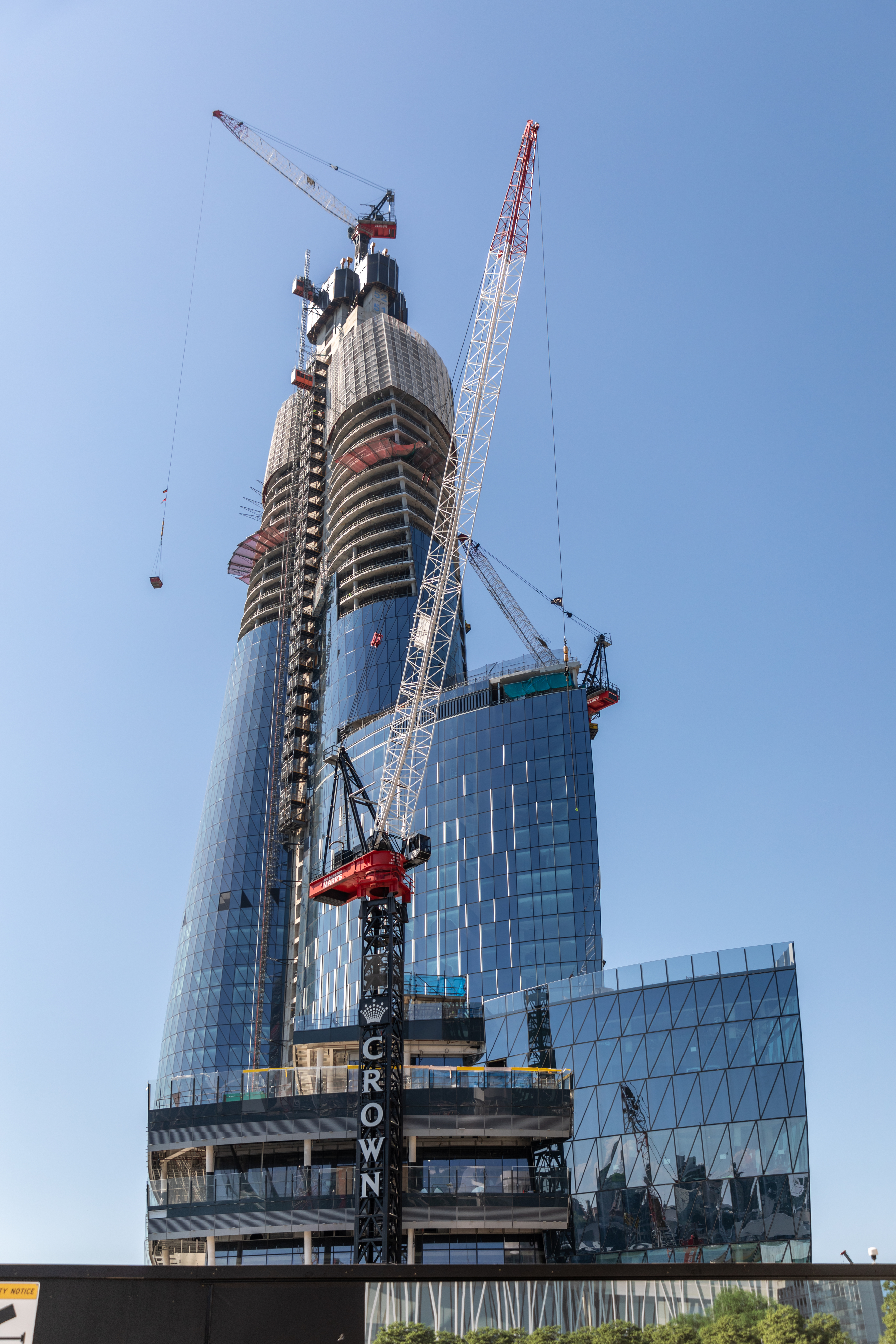
Octubre de 2019
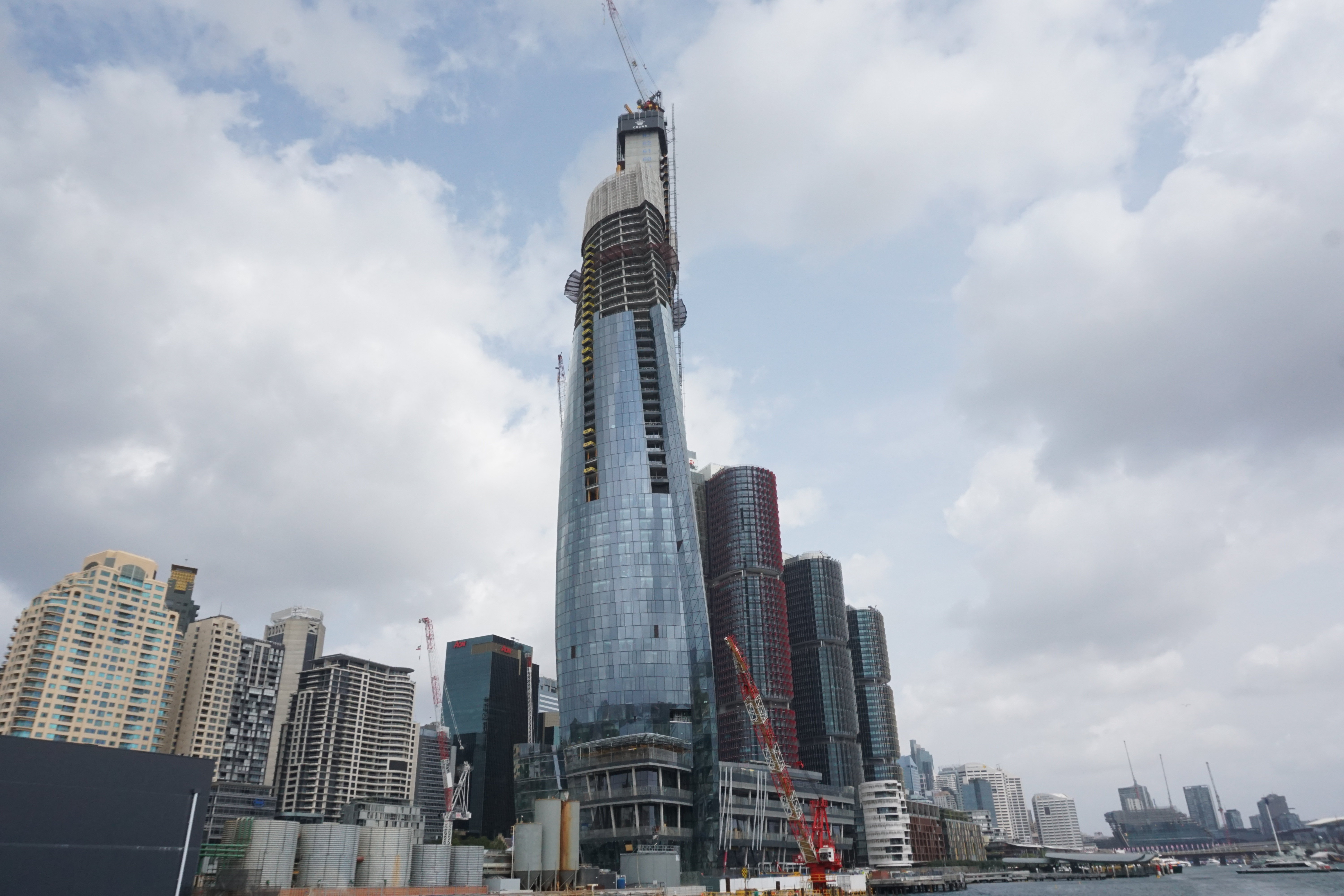
Diciembre de 2019
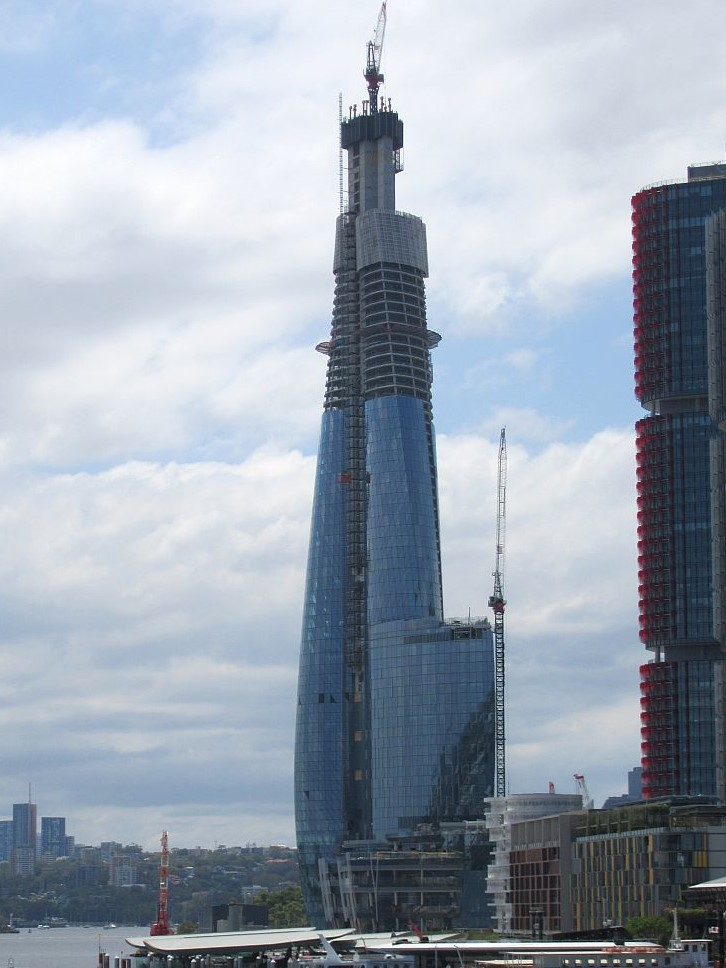
Febrero de 2020
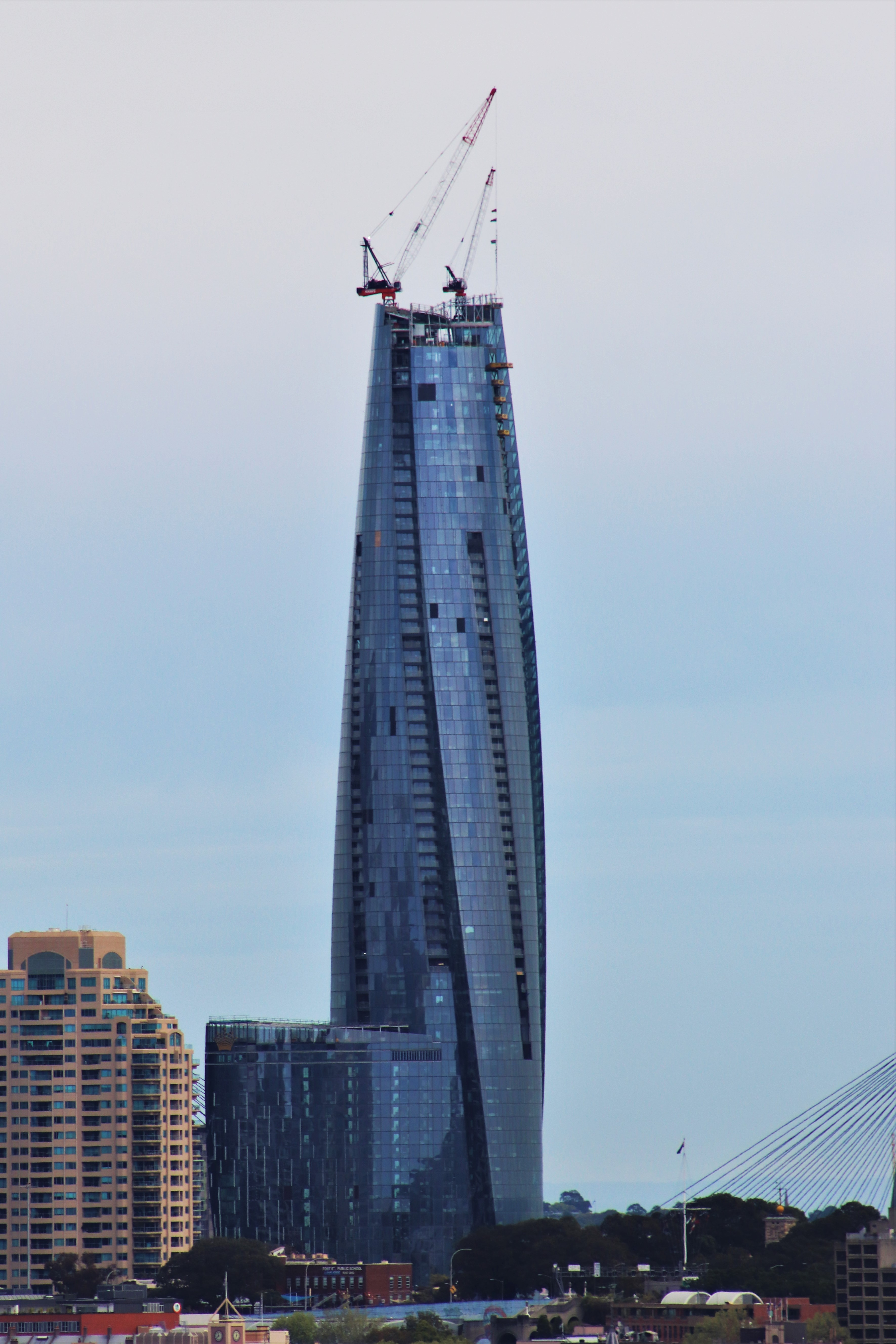
Septiembre de 2020 (rematado)
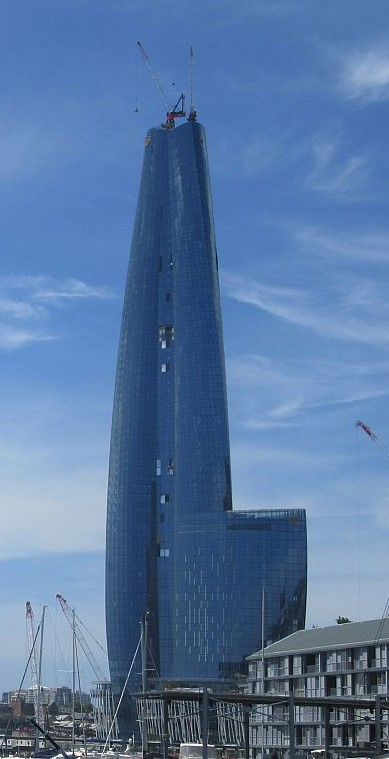
Noviembre de 2020
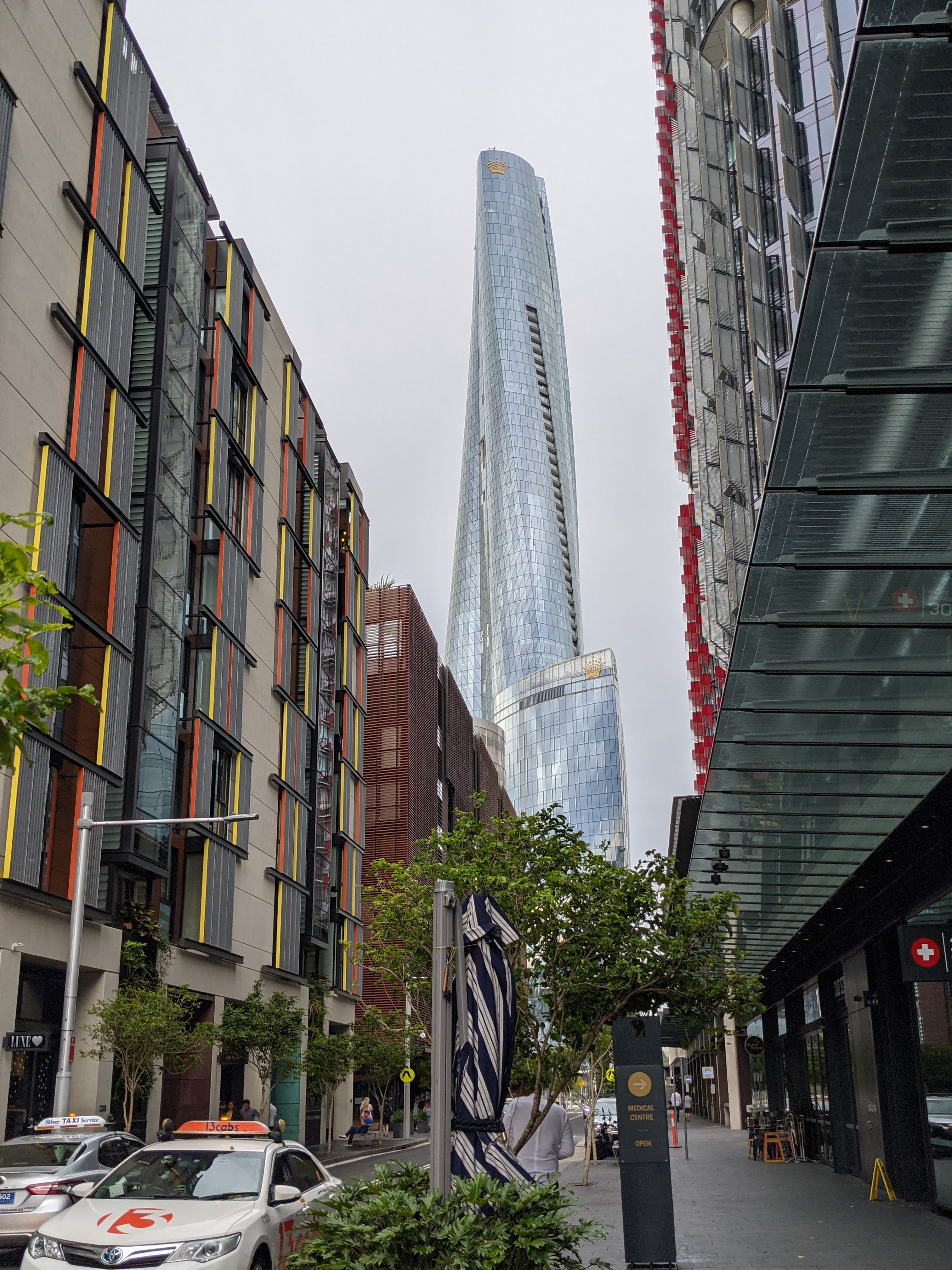
Diciembre de 2020 (finalización)

## Diseño
En 2013, Crown Resorts lanzó un concurso de diseño, buscando expresiones de interés de ocho firmas de arquitectura con experiencia en proyectos similares enfocados en la hospitalidad. Posteriormente se seleccionó una lista corta de diseños de Adrian Smith + Gordon Gill, Kohn Pedersen Fox y Wilkinson Eyre Architects y se formó un jurado para seleccionar el diseño final del hotel y el arquitecto principal. El panel del jurado estuvo formado por representantes de Crown Resorts, Lendlease y Barangaroo Delivery Authority, así como por un destacado arquitecto que representa al Departamento de Planificación de Nueva Gales del Sur y un observador de la ciudad de Sídney. En mayo de 2013 se finalizó un voto unánime a favor del diseño de Wilkinson Eyre.
El diseño y la forma de la torre se inspiran en formas naturales y geometría curva, que emanan de tres "pétalos" que se retuercen y se elevan juntos. La geometría de la torre se derivó mediante modelado paramétrico 3D, para adaptarse a un giro de 60 grados en el exterior piel con columnas helicoidales en el perímetro manteniendo una estructura de núcleo vertical. Según Wilkinson Eyre, la torre "se deriva de una forma escultórica que recuerda a tres pétalos retorcidos y se inspira en la naturaleza, estando compuesta de formas orgánicas sin referencia literal o directa". Además, la forma retorcida de los niveles superior e intermedio de la torre está diseñada para maximizar las vistas del Harbour Bridge y la Ópera. El arquitecto fundador Chris Wilkinson describe además el diseño de la torre como "una forma escultórica que se elevará en el horizonte como una obra de arte habitada, con diferentes niveles de transparencia, creando una nueva imagen clara contra el cielo".
Crown Sydney tiene una superficie de 146,500 m. El piso del casino junto con bares, restaurantes y otros lugares de hospitalidad ocupan el podio de la torre. El hotel de seis estrellas de Crown Resort ocupa los niveles inferiores de la torre desde los niveles 6 al 32, incluido el ala sur este inferior que sobresale del edificio. Los apartamentos residenciales privados ocupan los niveles 33 a 63 de la torre, mientras que los áticos dúplex ocupan los niveles 64 a 66. Una plataforma de observación pública ocupa una pequeña sección del nivel 66. La torre está coronada con las " villas del cielo" del hotel, que ocupan los niveles 67 a 69, y los servicios públicos constituyen los niveles restantes de 70 y 71.

## Galería

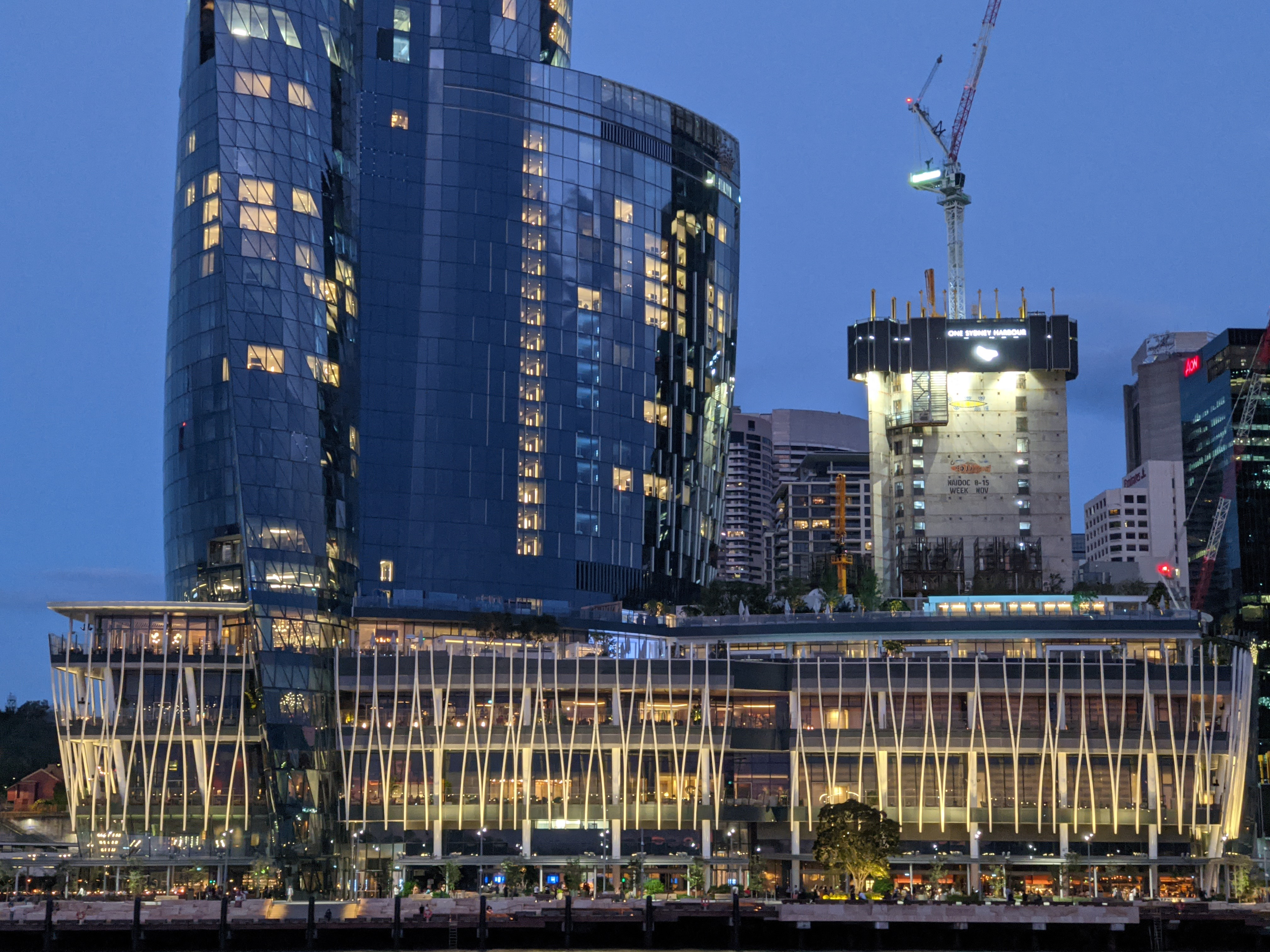
Podio
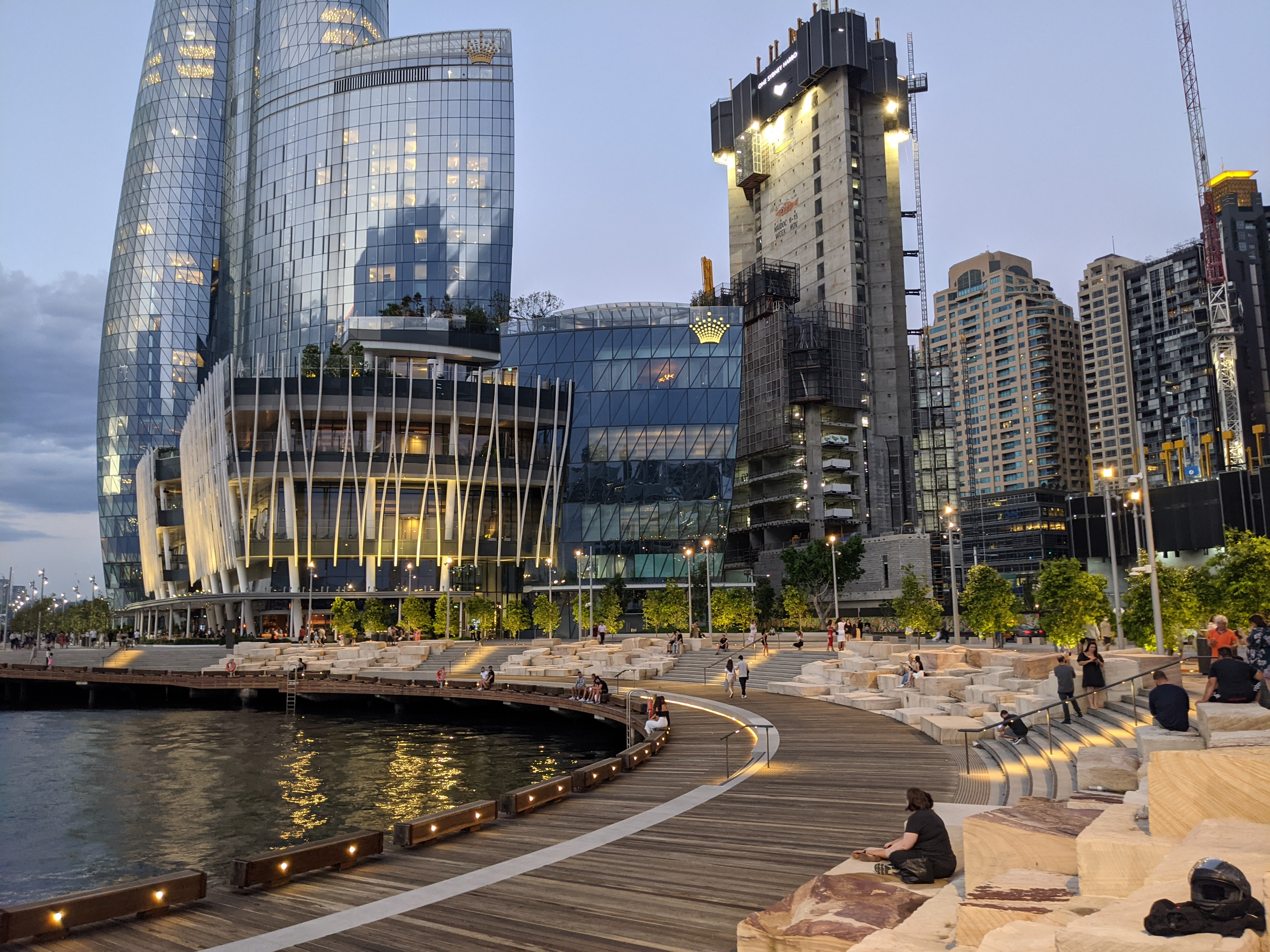
Vista desde Waterman's Cove al atardecer
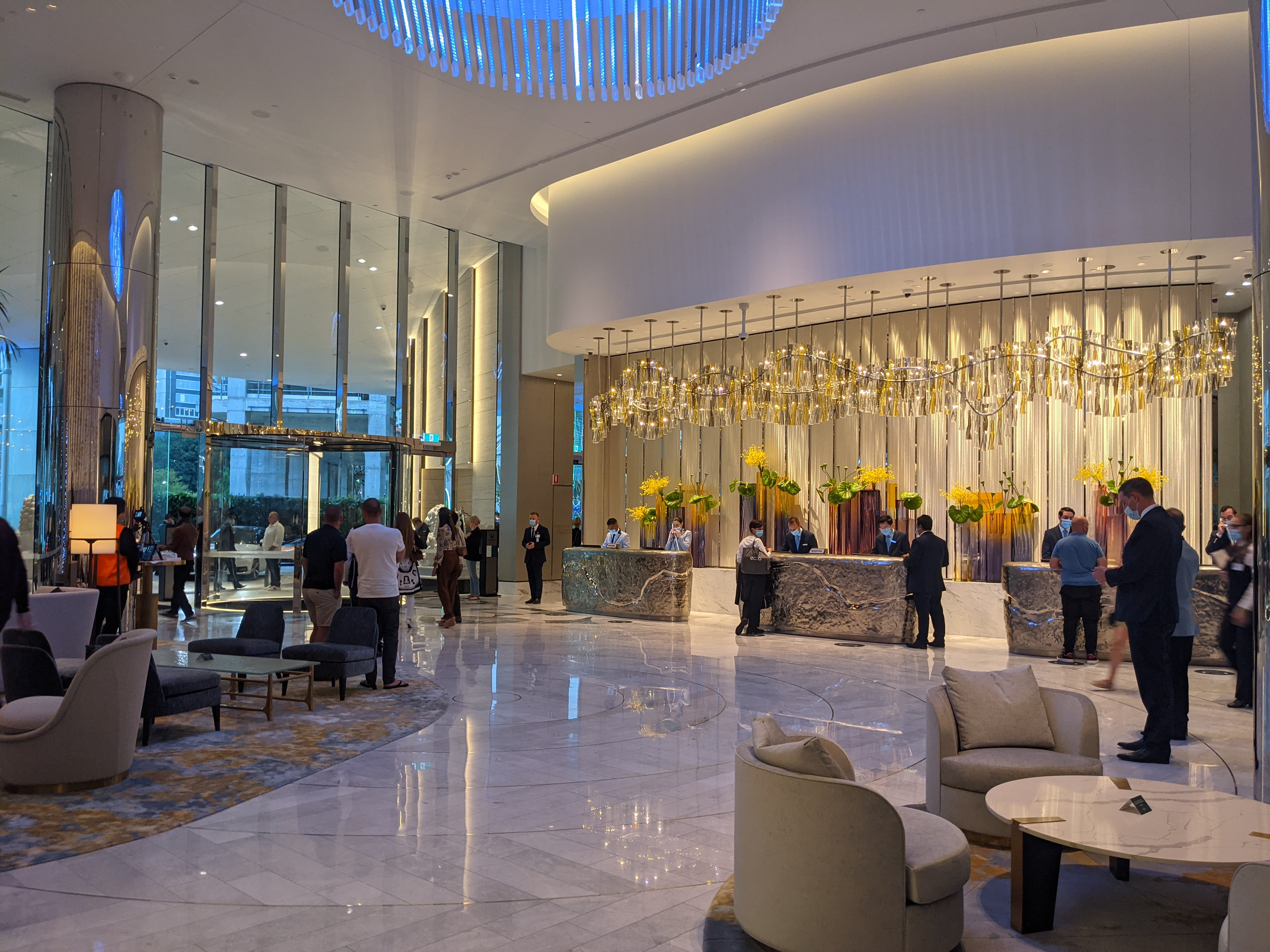
Vestíbulo principal del hotel Crown Towers
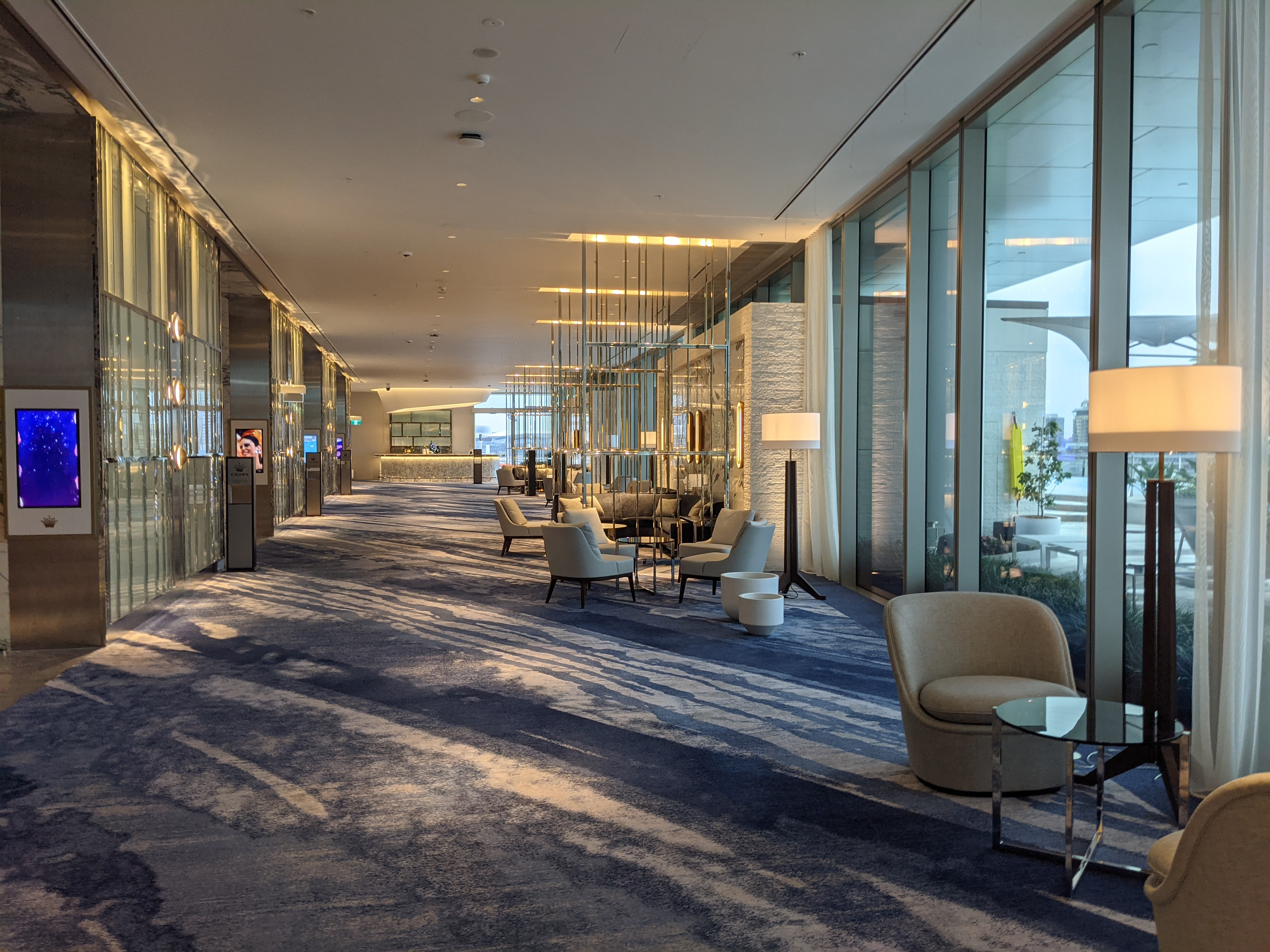
Vestíbulo del ascensor

## Crítica
Investigadores de la clínica del tratamiento sobre la adicción al juego de la Universidad de Sídney, financiada por el Fondo de Juego Responsable, han sugerido que las estrategias como un tamaño mínimo de apuesta probablemente no eviten que la comunidad local se vea afectada por problemas con el juego. Han sugerido que los estudiantes, los nuevos inmigrantes y las personas de la clase trabajadora suelen perder grandes cantidades de dinero en los juegos electrónicos y de mesa estilo casino.
Investigadores académicos han sugerido que, si bien el casino inicialmente no tiene licencia para ofrecer máquinas de póquer, inevitablemente obtendrá una licencia en los próximos años.